# Horst Nitschmann
Horst Nitschmann (* 9. Juli 1908 in Mainz; † 4. Juni 1976 in München) war ein deutscher Offizier der Wehrmacht und der Bundeswehr, zuletzt im Dienstgrad eines Brigadegenerals, und Angehöriger des Bundesnachrichtendienstes (BND).

## Leben
Nitschmann, Sohn des Hauptmanns Fritz Nitschmann und von Alma, geb. Stamm, trat am 1. April 1927 als Offizieranwärter beim Infanterie-Regiment 4 in Neustettin in die Reichswehr ein. Er war Zugführer und Bataillonsadjutant im Infanterie-Regiment 4, wurde am 1. April 1931 zum Leutnant und am 1. September 1933 zum Oberleutnant befördert. Von 1935 bis 1937 war er Bataillonsadjutant im II. Bataillon des Infanterie-Regiments 69 (motorisiert) in Hamburg-Wandsbek, wurde am 1. Oktober 1937 Hauptmann und besuchte von Oktober 1937 bis August 1939 den Generalstabslehrgang an der Kriegsakademie in Berlin. Anschließend wurde er Zweiter Generalstabsoffizier der 267. Infanterie-Division. Im August 1940 wechselte er als Dritter Generalstabsoffizier zum XXIV. Panzerkorps, wurde am 1. März 1941 Major im Generalstab und wurde im Dezember 1941 Erster Generalstabsoffizier der 296. Infanterie-Division. Vom 12. September 1942 bis zum 10. März 1943 war Nitschmann als Oberstleutnant Erster Generalstabsoffizier der 216. Infanterie-Division. In diesem Zeitraum war die Division an der Ostfront eingesetzt. Am 15. Februar 1943 wurde er zum Oberstleutnant im Generalstab ernannt. Ab April 1943 bis Kriegsende war er Dritter Generalstabsoffizier der 16. Armee.
Von Mai bis August 1945 war Nitschmann in Kriegsgefangenschaft. Anschließend war er in der Privatwirtschaft tätig, bevor er im Juni 1952 Angehöriger der Organisation Gehlen wurde.
Im Vorfeld der Wiederbewaffnung der Bundesrepublik war Nitschmann als Leiter einer Abteilung Dokumentation (J-2) im neu zu schaffenden Verteidigungsministerium im Gespräch, die nach Weisung des Verteidigungsministers militärische Auswertung betrieben, im Frieden aber keine militärische Nachrichtenbeschaffung betrieben hätte.
Am 16. November 1955 wurde Nitschmann als Oberstleutnant in die Bundeswehr eingestellt und war zunächst im Referat IV c 4,5 im Bundesministerium der Verteidigung in Bonn tätig. Im Oktober 1957 wechselte er dauerhaft in den Bundesnachrichtendienst. Er leitete in der Abteilung Auswertung die Unterabteilung Militärische Auswertung. Im Verteidigungsfall wäre er zur für das Militärische Nachrichtenwesen zuständigen Unterabteilung im damaligen Führungsstab der Bundeswehr gewechselt. Von Februar bis Juli 1961 nahm er am 19. Lehrgang am NATO Defense College in Paris teil. Am 17. März 1965 nahm die Bundesregierung den Vorschlag zur Ernennung Nitschmanns zum Brigadegeneral zustimmend zur Kenntnis. Mit Ablauf des September 1967 wurde er in den Ruhestand versetzt. Er trug den Decknamen Nortmann.
Nitschmann war evangelisch und verheiratet mit Dorothea, geb. Schmidt, die während des Zweiten Weltkrieges in Kitzingen lebte.

## Auszeichnungen
- Eisernes Kreuz II. Klasse (1940)
- Eisernes Kreuz I. Klasse (1940)
- Medaille Winterschlacht im Osten 1941/42 (1942)
- Kriegsverdienstkreuz II. Klasse mit Schwertern (1944)
- Verdienstkreuz 1. Klasse des Verdienstordens der Bundesrepublik Deutschland (1967)[5]